# Numerus
El numerus (término de origen latino) es, con el metro, una de las dos leyes que regían la medida de las secuencias en griego y latín. 
A través del numerus se regularizaba la sucesión de sílabas largas y breves en los textos en prosa. Esta medida de sílabas, que se apoyaba rítmicamente en la regularidad y simetría en el orden y sintaxis de las expresiones, se concentraba solo en determinadas partes del texto, preferentemente en los finales de pasajes (por lo que era un procedimiento propio de la llamada prosa periódica). 
- Datos: Q2594112